# A Week-End in Havana
A Week-End in Havana é uma canção composta por Harry Warren e Mack Gordon, gravada pela cantora e atriz Carmen Miranda, acompanhada pelo conjunto musical Bando da Lua, em 9 de outubro de 1941. A música integra a trilha sonora do filme Week-End in Havana, dirigido por Walter Lang e produzido pela 20th Century Fox.

## Na cultura popular
Em Cocoon (que venceu dois Oscars — um de Melhor Ator Coadjuvante para Don Ameche e outro pelos efeitos especiais), Ron Howard presta uma homenagem a Carmen Miranda, incluindo em uma das cenas um trecho desta música;